# Alexander McCall Smith
R. Alexander McCall Smith (født 24. august 1948) er en rhodesisk-født skotsk forfatter og professor emeritus i medicinsk jura ved University of Edinburgh. I slutningen af det 20. århundrede blev McCall Smith anerkendt som ekspert i medicinsk jura og bioetik og har siddet i flere britiske og internationale komiteer inden for disse områder. 
I den brede offentlighed er han imidlertid mere kendt som skønlitterær forfatter. Hans største succes er serien om Damernes Detektivbureau nr. 1, der foregår i Botswana. 

## Opvækst og karriere
Alexander McCall Smith kom til verden i Bulawayo i det daværende Sydrhodesia (nu Zimbabwe), hvor hans far fungerede som offentlig anklager. Han blev uddannet på Christian Brothers College, hvorefter han flyttede til Skotland for at studere jura på University of Edinburgh, hvilket indbragte ham en Ph.D. i jura. Han blev i første omgang ansat som underviser på Queen's University Belfast, og mens han gjorde dette, deltog han i en litteraturkonkurrence med både en børnebog og en roman for voksne. Han vandt børnebogskonkurrencen, og dette gjorde, at han fik gang i en forfatterkarriere parallelt med sit undervisningsarbejde. Han udgav omkring 30 bøger i 1980'erne og 1990'erne. 
I 1981 vendte han tilbage til det sydlige Afrika, hvor han medvirkede til at etablere Botswana Universitets jura-afdelingen, som han efterfølgende underviste på. Mens han opholdt sig i landet, bidrog han til udgivelsen af landets foreløbig eneste bog om landets retssystem: The Criminal Law of Botswana (1992). I 1984 vendte han tilbage til Edinburgh, hvor han bor sammen med sin hustru, Elizabeth, der er læge, samt parrets to døtre, Lucy og Emily. Han var professor i medicinsk jura på University of Edinburgh og er nu professor emeritus derfra. 
McCall Smith har været formand for British Medical Journals etiske komité (indtil 2002), næstformand for Human Genetics Commission i Storbritannien samt medlem af den internationale bioetiske komité under UNESCO. Efter at have fået sit gennembrud som forfatter frasagde han sig medlemskabet af disse komiteer. Han blev udnævnt til CBE i 2006 for sin indsats på det litterære område. I 2007 blev han æresdoktor i jura ved University of Edinburgh. 
Udover litteraturen har McCall Smith også en kærlighed til musik og er amatørfagottist, hvilket han blandt andet udøver i The Really Terrible Orchestra, som han var med til at danne i 1995. Endvidere har bidraget til etableringen af Botswanas første operasangerskole, Number 1 Ladies' Opera House, og han skrev librettoen til skolens første produktion, en version af Macbeth, hvor stykket foregår blandt bavianer.
I 2009 donerede han en novelle, "Stilleben", til Oxfams projekt Ox-Tales, som er fire bind med historier skrevet af 38 britiske forfattere.

### Damernes Detektivbureau nr. 1-serien
- 1999 Damernes Detektivbureau nr. 1 (The No.1 Ladies' Detective Agency)
- 2000 Giraffens tårer (Tears of the Giraffe)
- 2001 Moral for smukke piger (Morality for Beautiful Girls)
- 2002 Kalahari kursus i maskinskrivning for mænd (The Kalahari Typing School for Men)
- 2003 Liv på alle hylder (The Full Cupboard of Life)
- 2004 Damer med hjertet på rette sted (In the Company of Cheerful Ladies)
- 2006 Blå sko og lykke (Blue Shoes and Happiness)
- 2007 Den gode ægtemand på Zebra Drive (The Good Husband of Zebra Drive)
- 2008 Miraklet på automobilværkstedet Speedy Motors (The Miracle at Speedy Motors)
- 2009 Tetid for damer med traditionel figur (Tea Time for the Traditionally Built)
- 2010 Botswanasafari for damedetektiver (The Double Comfort Safari Club)
- 2011 Lørdagsbryllup i det store telt (The Saturday Big Tent Wedding Party)
- 2012 The Limpopo Academy of Private Detection
- 2013 The Minor Adjustment Beauty Salon

### 44 Scotland Street-serien
- 2005 44 Scotland Street
- 2005 Espresso Tales
- 2006 Love Over Scotland
- 2007 The World According to Bertie
- 2008 The Unbearable Lightness of Scones
- 2010 The Importance of Being Seven
- 2011 Bertie Plays The Blues
- 2012 Sunshine on Scotland Street
- 2013 Bertie's Guide to Life and Mothers

### Filosofisk søndagsklub-serien
- 2004 Filosofisk søndagsklub (The Sunday Philosophy Club)
- 2005 Friends, Lovers, Chocolate
- 2006 The Right Attitude to Rain
- 2007 The Careful Use of Compliments
- 2008 The Comfort of Saturdays
- 2009 The Lost Art of Gratitude
- 2010 The Charming Quirks of Others
- 2011 The Forgotten Affairs of Youth
- 2012 The Uncommon Appeal of Clouds

### Corduroy Mansions-serien
- 2009 Corduroy Mansions
- 2010 The Dog Who Came in from the Cold
- 2011 A Conspiracy of Friends

### Professor Dr von Igelfeld Entertainments-serien
- 1997 Portuguese Irregular Verbs
- 2003 The Finer Points of Sausage Dogs
- 2003 At the Villa of Reduced Circumstances
  - 2004 The 2½ Pillars of Wisdom (Samling af de første tre von Igelfeld-bøger)
- 2011 Unusual Uses for Olive Oil

### Andre romaner
- 2008 La's Orchestra Saves the World
- 2012 Trains and Lovers
- 2014 The Forever Girl

### Novelle
- 2011 "The Strange Story of Bobby Box" (udgivet i antologien What You Wish For)

#### Antologier
- 1991 Children of Wax: African Folk Tales
- 1995 Heavenly Date and Other Flirtations
- 2004 The Girl Who Married a Lion and Other Tales from Africa

### Børnebøger
- 1980 The White Hippo
- 1984 The Perfect Hamburger
- 1988 Alix and the Tigers
- 1990 The Tin Dog
- 1991 Calculator Annie
- 1991 The Popcorn Pirates
- 1992 The Doughnut Ring
- 1994 Paddy and the Ratcatcher
- 1995 The Muscle Machine
- 1996 The Bubblegum Tree
- 1997 The Five Lost Aunts of Harriet Bean
- 2000 Teacher Trouble
- 2006 Dream Angus

#### Akimbo-serien
- 1992 Akimbo og løverne (Akimbo and the Lions)
- 1993 Akimbo og krokodillemanden (Akimbo and the Crocodile Man)
- 2005 Akimbo og elefanterne (Akimbo and the Elephants)
- 2006 Akimbo og slangerne (Akimbo and the Snakes)
- 2008 Akimbo and the Baboons

#### Harriet Bean-serien
- 1993 The Cowgirl Aunt of Harriet Bean
- 1990 The Five Lost Aunts of Harriet Bean
- 1991 Harriet Bean and the League of Cheats

#### Max & Maddy-serien
- 1997 Max & Maddy and the Bursting Balloons Mystery
- 1999 Max & Maddy and the Chocolate Money Mystery

#### Unge Precious Ramotswe
- 2010 Precious and the Puggies
- 2012 Precious and the Mystery of Meerkat Hill
- 2012 The Great Cake Mystery
- 2013 Precious and the Missing Lion

### Akademiske tekster
- 1978 Power and Manoeuvrability (med Tony Carty)
- 1983 Law and Medical Ethics (med J. Kenyon Mason)
- 1987 Butterworths Medico-Legal Encyclopaedia (med J. Kenyon Mason)
- 1990 Family Rights: Family Law and Medical Advances (Med Elaine Sutherland)
- 1992 The Criminal Law of Botswana (med Kwame Frimpong)
- 1993 The Duty to Rescue (med Michael Menlowe)
- 1992 Scots Criminal Law (med David H Sheldon)
- 1997 Forensic Aspects of Sleep (med Colin Shapiro)
- 2000 Justice and the Prosecution of Old Crimes (med Daniel W. Shuman)
- 2001 Errors, Medicine and the Law (med Alan Merry)
- 2003 A Draft Criminal Code for Scotland (med Eric Clive, Pamela Ferguson og Christopher Gane)
- 2004 Creating Humans: Ethical Questions where Reproduction and Science Collide (samlede forelæsninger, audio-optagelser)